# داشبلاغ (صائين قلعة)
داشبلاغ (بالفارسية: داشبلاغ) هي قرية تقع في إيران في قسم صائين قلعة الریفي. يقدر عدد سكانها بـ 193 نسمة بحسب إحصاء 2016.